# Herb Thomas
Herbert Watson Thomas (Olivia (Carolina do Norte), 6 de abril de 1923 — 9 de agosto de 2000) foi um piloto estadunidense da NASCAR, o primeiro bicampeão da categoria.